# Milenko Savović
Milenko Savović (Trebinje, República Socialista de Bosnia-Herzegovina, República Federativa Socialista de Yugoslavia, 19 de julio de 1960 - Belgrado, Serbia - 1 de marzo de 2021) fue un jugador de baloncesto serbio. Con 2.10 de estatura, su puesto natural en la cancha era el de pívot. 

## Trayectoria
Jugó profesionalmente en el KK Partizan, el Club Deportivo Oximesa de la Liga ACB y el KK Vojvodina Novi Sad. Participó con Yugoslavia en el Eurobasket 1983 de Italia, donde el equipo balcánico terminó en séptima posición. 
Falleció el 1 de marzo de 2021 a los 60 años a causa de COVID-19.